# Virgilio romano
Il Virgilio romano o Vergilius romanus è un manoscritto miniato contenente l'Eneide, le Georgiche e frammenti delle Bucoliche di Virgilio; scritto nel V secolo in capitale libraria su 309 folii di vellum di 332x323 mm, in 18 righe per folio, è conservato nella Biblioteca apostolica vaticana (Cod. Vat. lat. 3867).
Si tratta di uno dei più antichi manoscritti virgiliani e uno dei tre manoscritti di letteratura classica miniati, insieme al Virgilio vaticano e all'Ilias Picta.

## Stile
Il Virgilio romano è uno dei pochi manoscritti miniati di letteratura classica ad essere sopravvissuto; in tal senso, la sua importanza per la storia dell'arte è eccezionale e fondamentale.
Il manoscritto conserva 19 illustrazioni, dipinte da almeno due artisti, entrambi anonimi. Lo stile di entrambi i pittori rappresenta l'inizio della rottura con l'arte classica: la forma umana diventa astratta e appiattita e la raffigurazione naturalistica dello spazio è abbandonata.

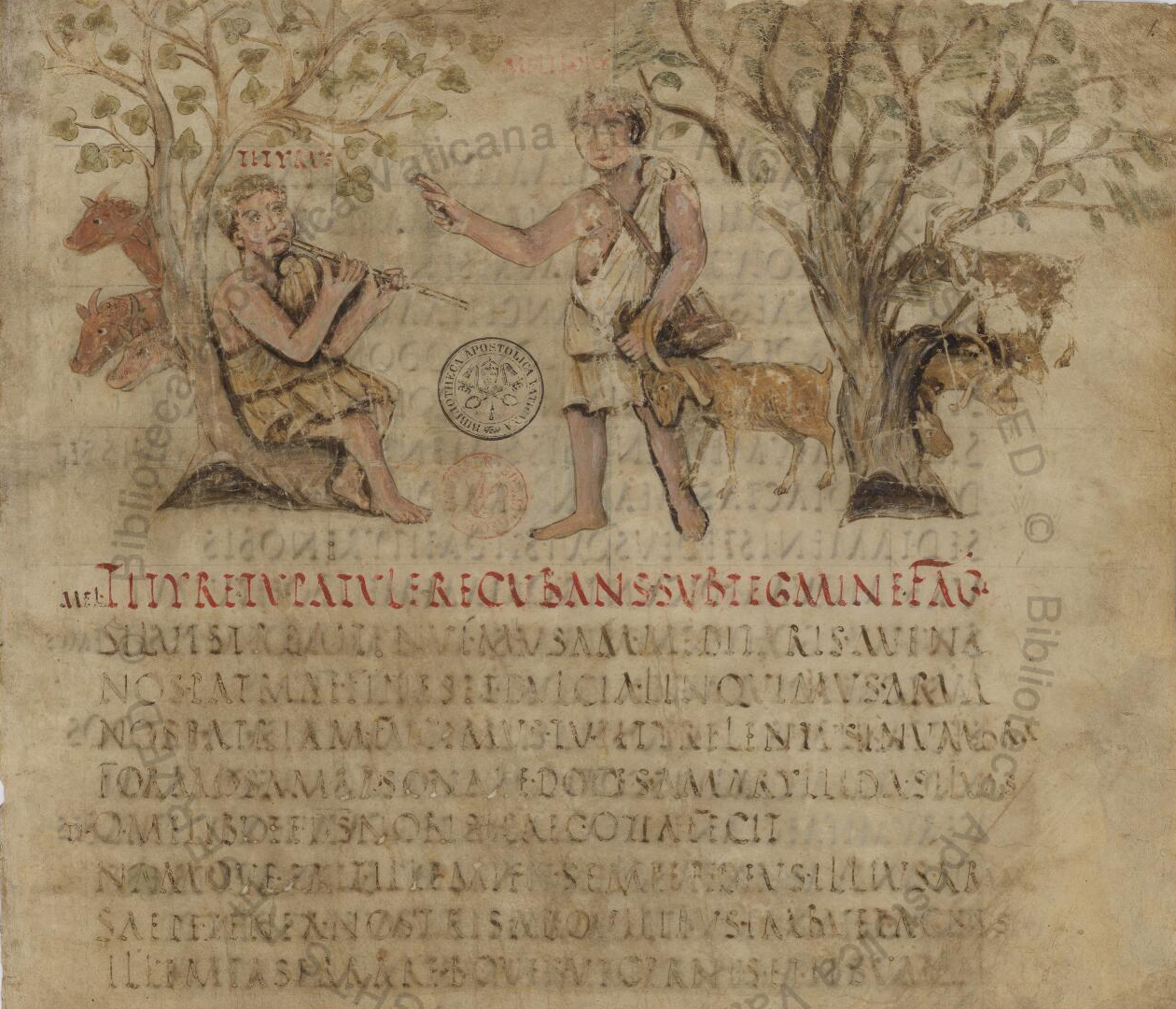
Folio 1 recto: Titiro e Melibeo, dalla prima egloga delle Bucoliche. Si tratta dell'unica miniatura del "primo artista".

Il primo artista dipinse una singola miniatura sul folio 1 recto, un'illustrazione della prima egloga delle Bucoliche. In essa un mandriano, Titiro, suona il flauto mentre siede sotto un albero, da dietro il quale spuntano le teste di tre mucche; nel frattempo un pastore, Melibeo, conduce una capra per le corna sotto un albero, da cui altre capre fanno capolino. La miniatura mostra alcuni resti dello stile classico: le mucche e le capre che spuntano da dietro gli alberi sono un tentativo, non riuscito, di ricreare la sensazione dello spazio. Le vesti dei due personaggi sono drappeggiate con naturalezza e le teste sono raffigurate di tre-quarti. Questa miniatura, a differenza di tutte le altre del manoscritto, non è racchiusa da una cornice: si tratta di un rimando alla tradizione delle illustrazioni su rotolo di papiro.
Il secondo artista mostra una rottura molto più radicale con la tradizione classica nelle miniature che realizza, caratterizzate da un bordo oro e rosso. I volti non sono più ritratti di tre-quarti ma o frontali o di profilo; le vesti non sono più drappeggiate con naturalezza, ma invece ridotte a linee curve. La pagina è spesso divisa in compartimenti separati, come nel caso del Folio 108 recto; quando è presente un paesaggio, non vi è alcun tentativo di renderlo tridimensionale. Non esiste la linea del suolo e gli oggetti si distribuiscono equamente nello spazio; molta cura è dedicata all'evitare che gli oggetti raffigurati non si sovrappongano l'un l'altro. Il risultato finale è in qualche modo simile ad alcuni mosaici romani, che potrebbero essere stati dei modelli (si vedano i folii 44 verso e 45 recto). Il secondo artista è bravo, ma il suo interesse è nelle linee e nelle forme, piuttosto che nella raffigurazione naturalistica dello spazio e della forma umana; dimostra anche di avere alcune difficoltà nel raffigurare il corpo umano in pose contorte, come nel caso del folio 100 verso, dove una figura reclinata è raffigurata in maniera poco convincente.
Il manoscritto presenta tre ritratti di Virgilio: folio 3 verso, folio 9 recto e folio 14 recto. Si tratta di ritratti che richiamano la tradizione decorativa dei rotoli di papiro; sono inseriti tra le colonne di testo all'interno di una cornice, e mostrano Virgilio seduto su di una sedia tra un leggio e un cesto chiuso: nel primo ritratto il leggio è alla destra di Virgilio e il cesto a sinistra, negli altri due la posizione è scambiata.

## Galleria d'immagini

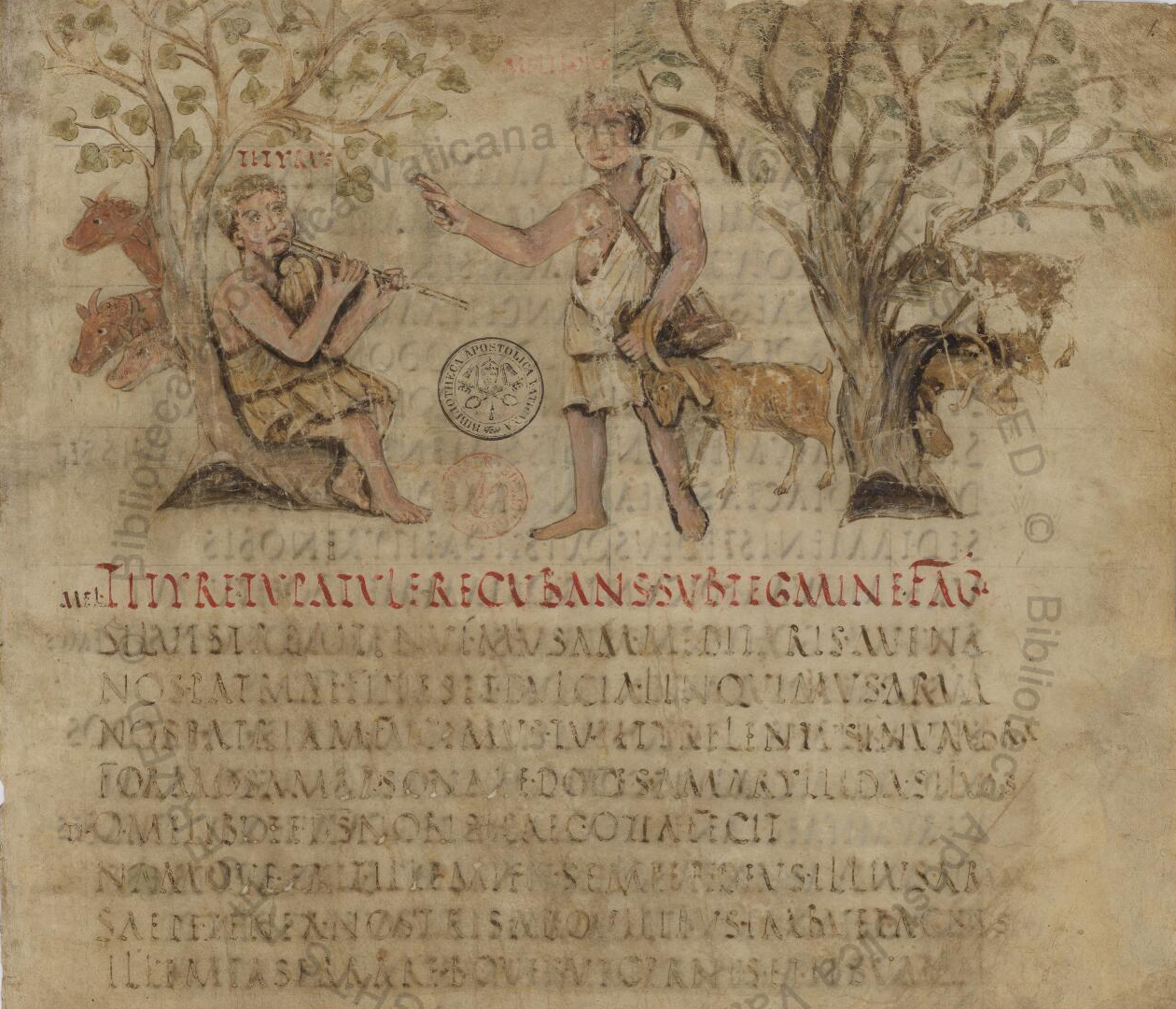
Folio 1 recto
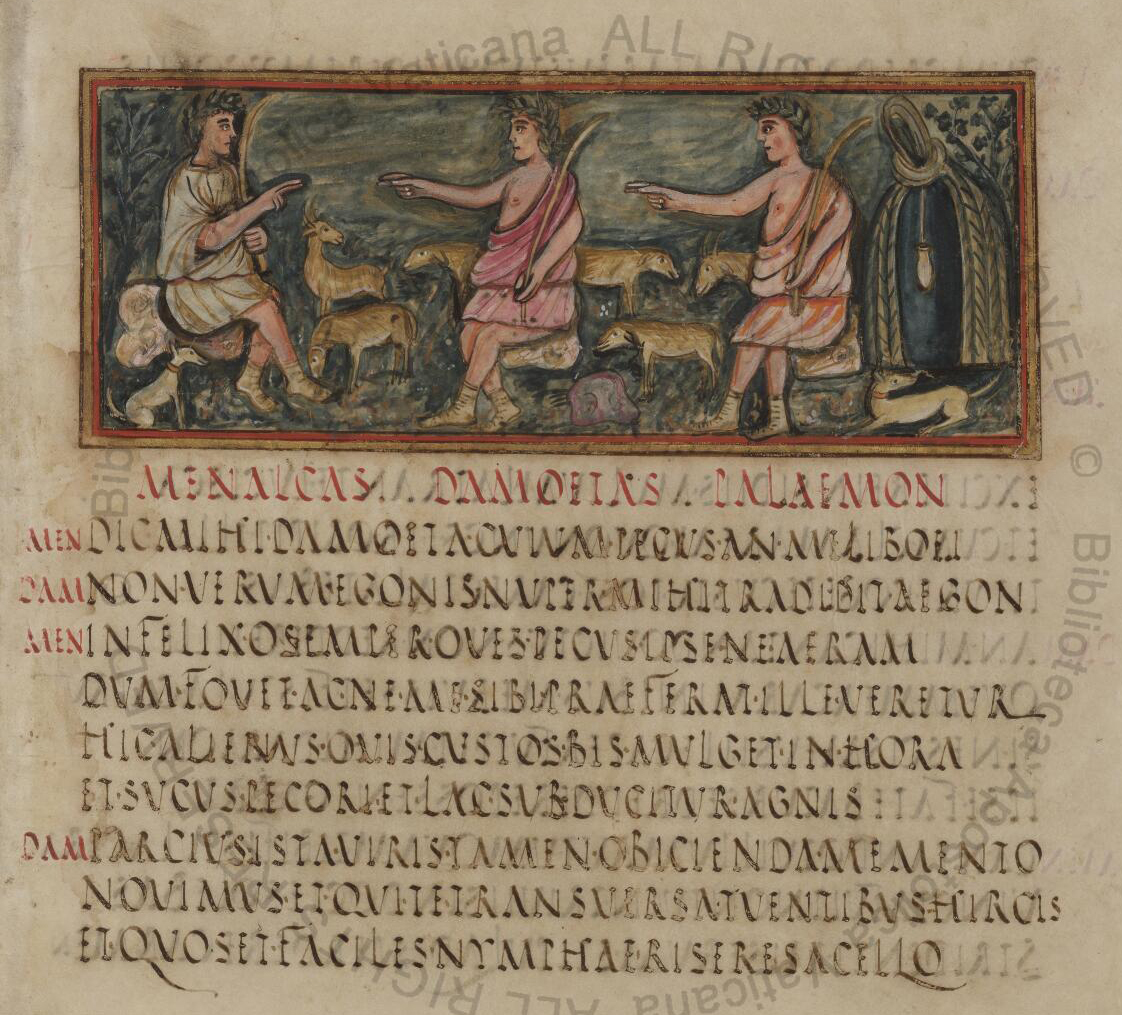
Folio 6 recto
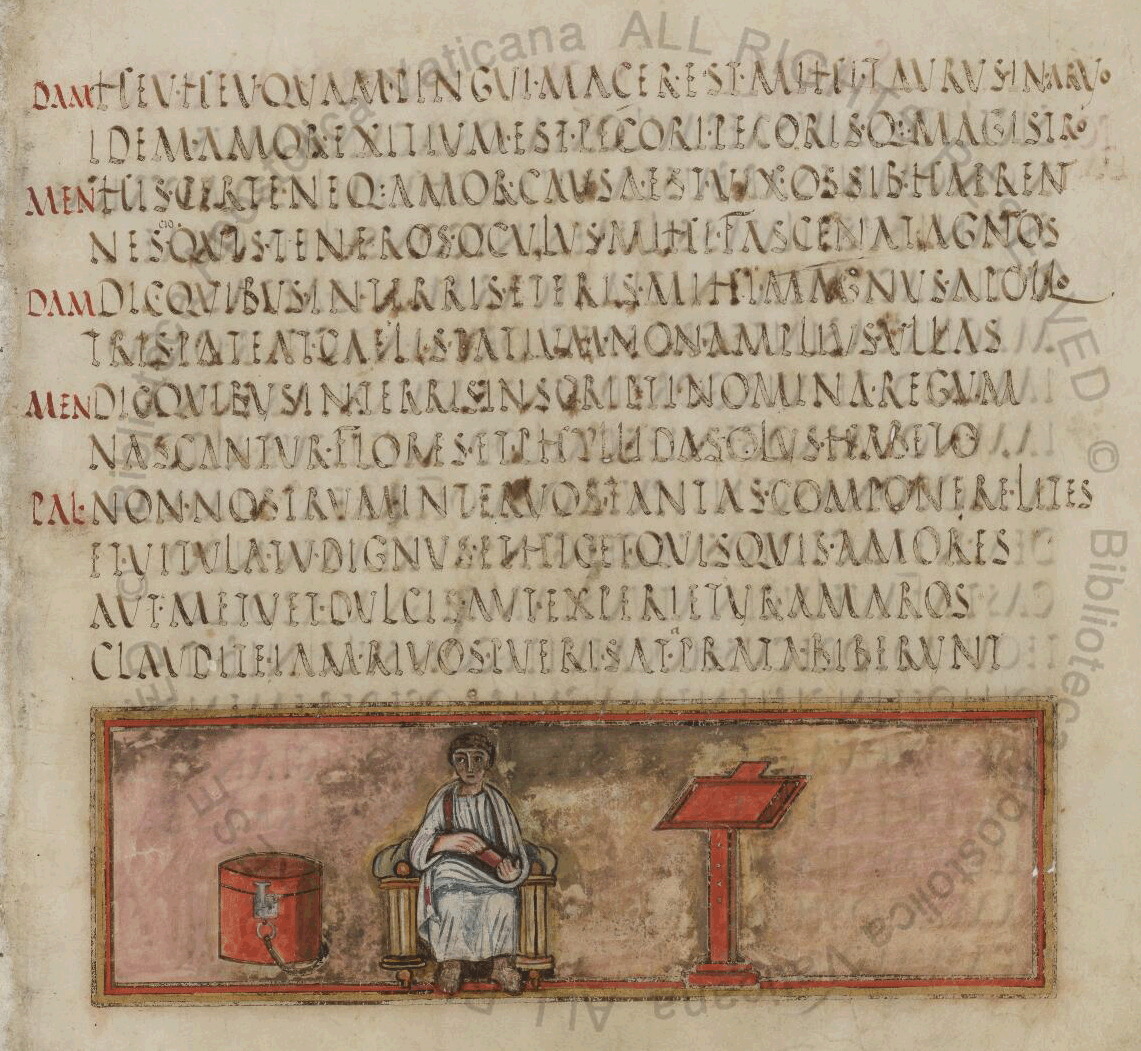
Folio 9 recto. Secondo ritratto di Virgilio
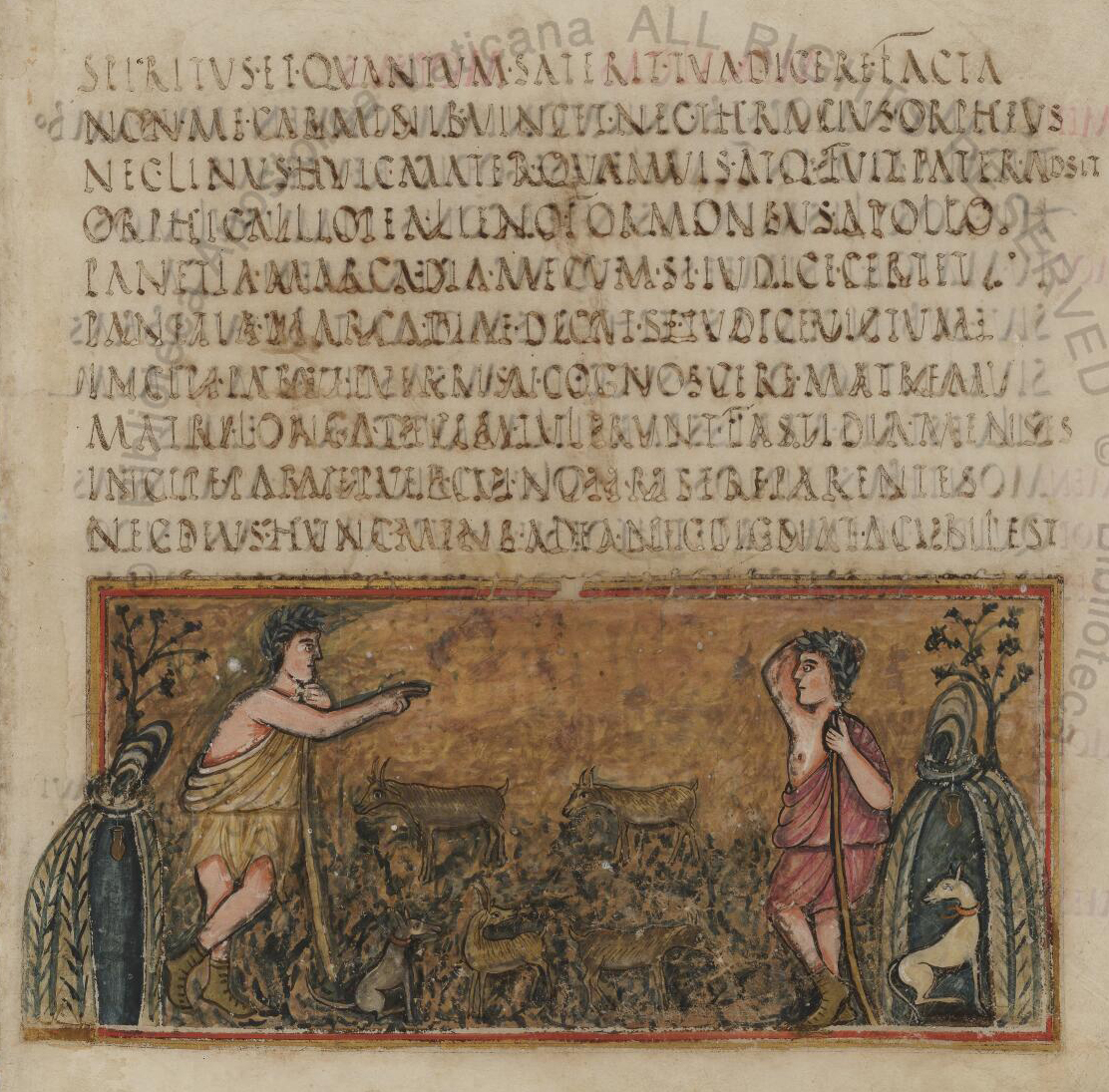
Folio 11 recto
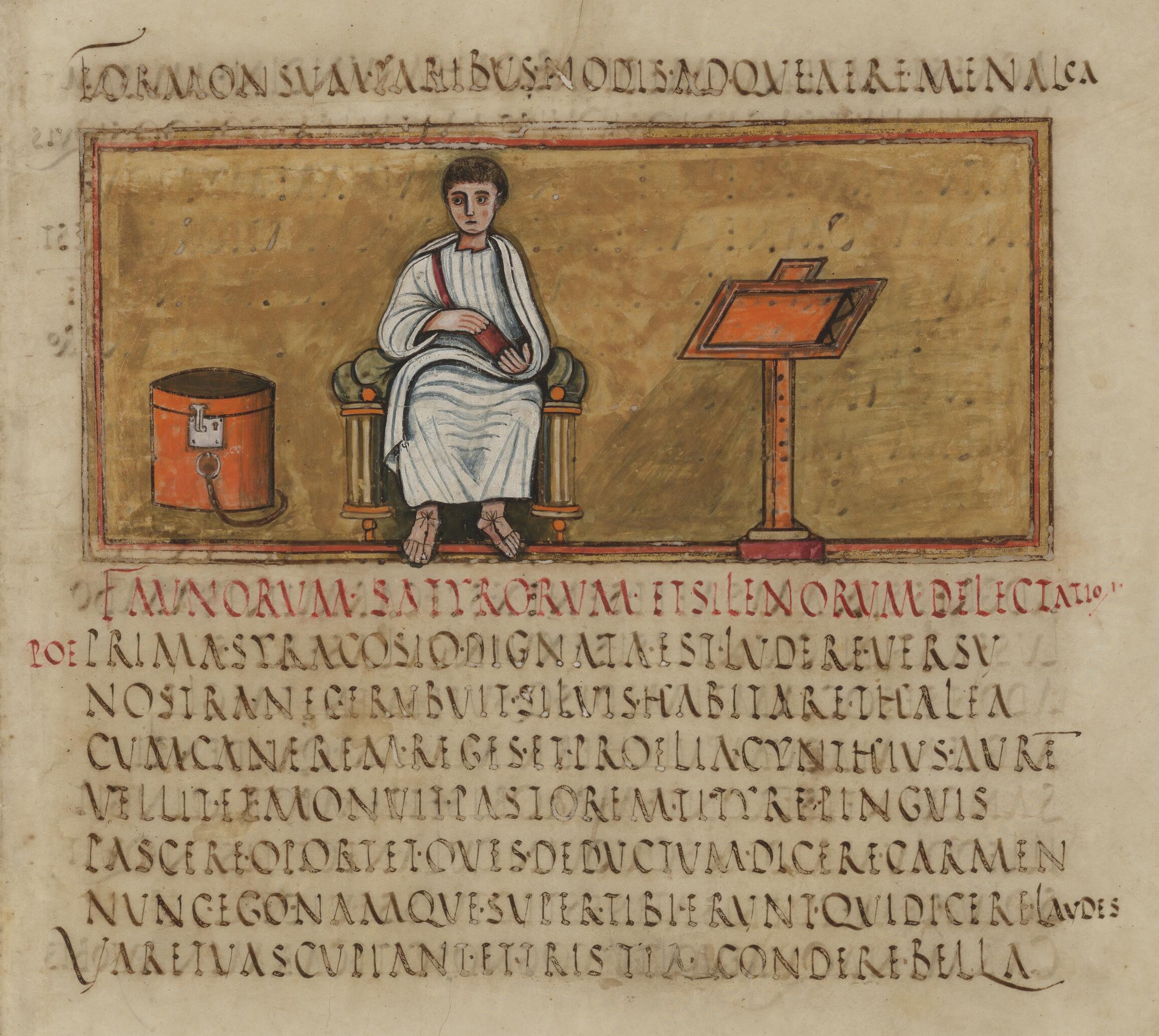
Folio 14 recto. Terzo ritratto di Virgilio
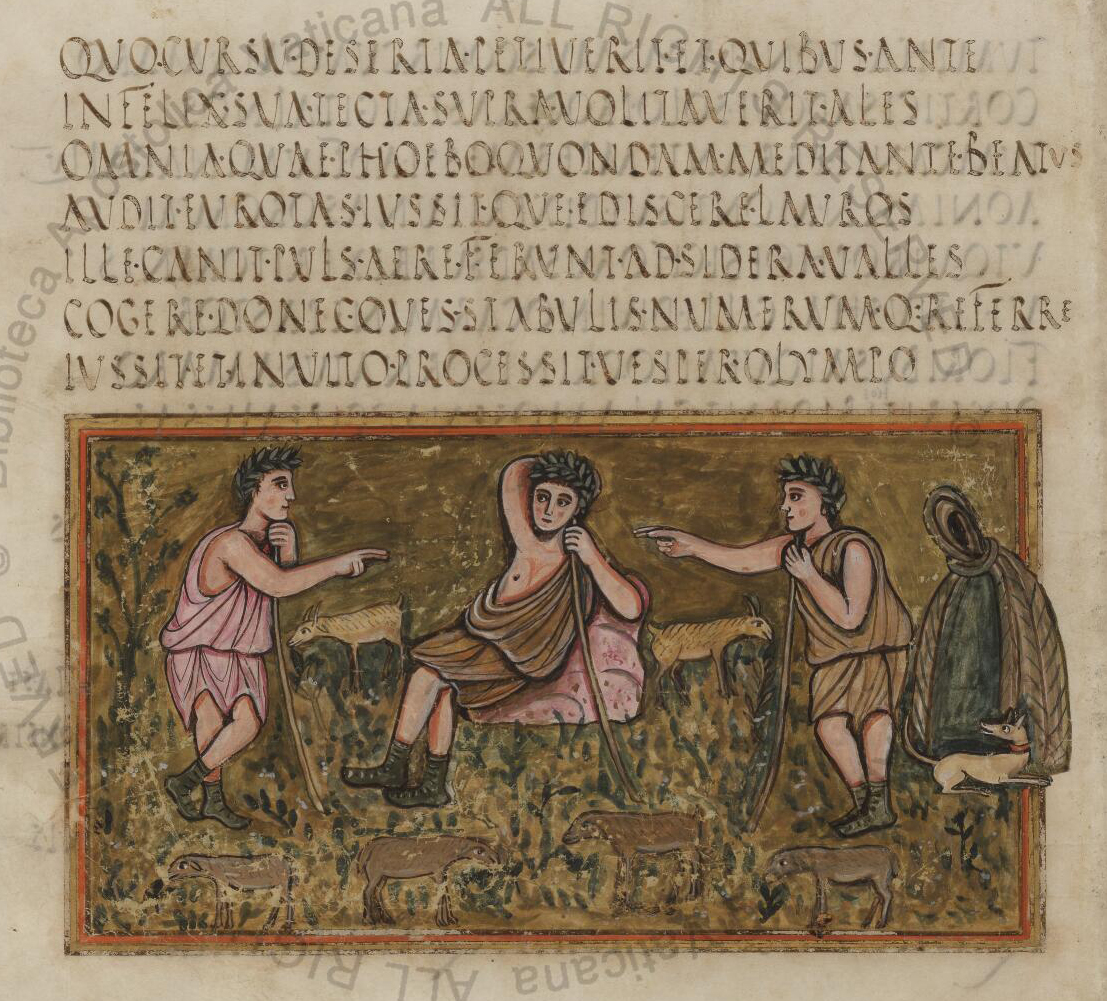
Folio 16 recto
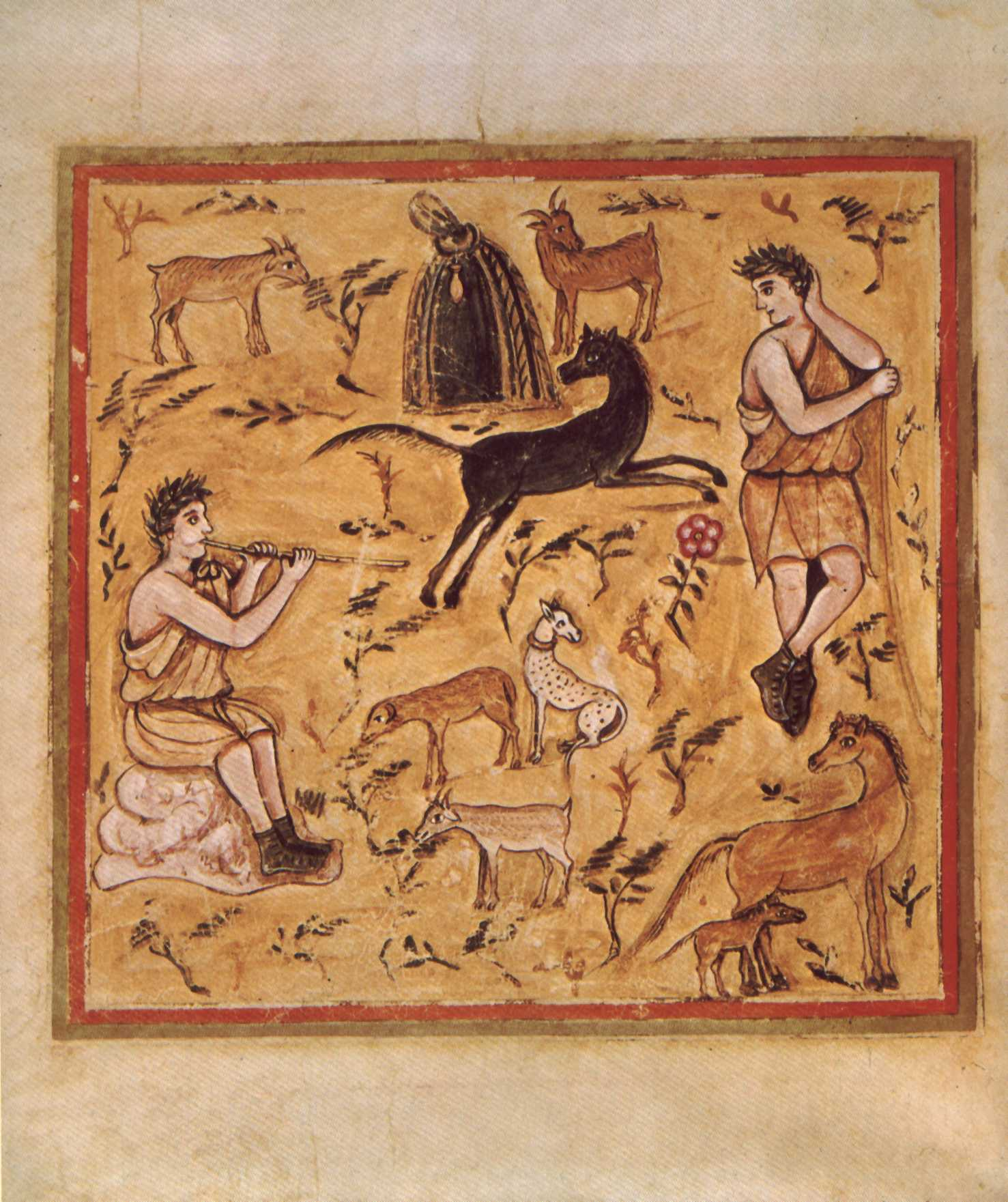
Folio 44 verso
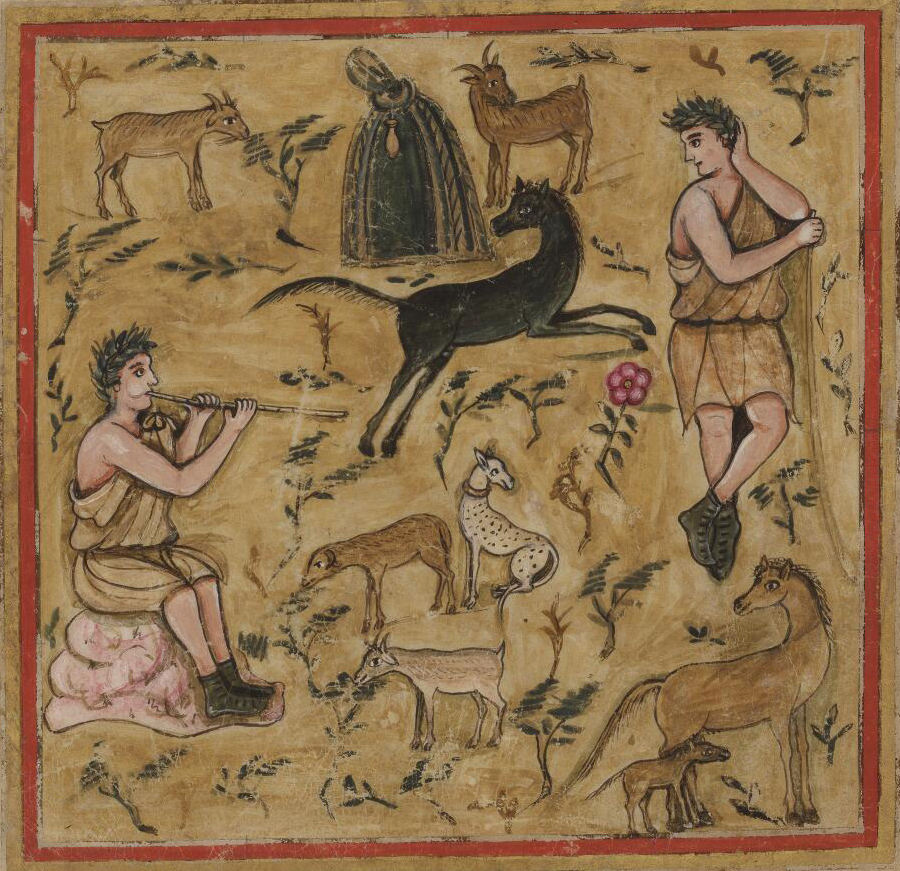
Folio 45 verso
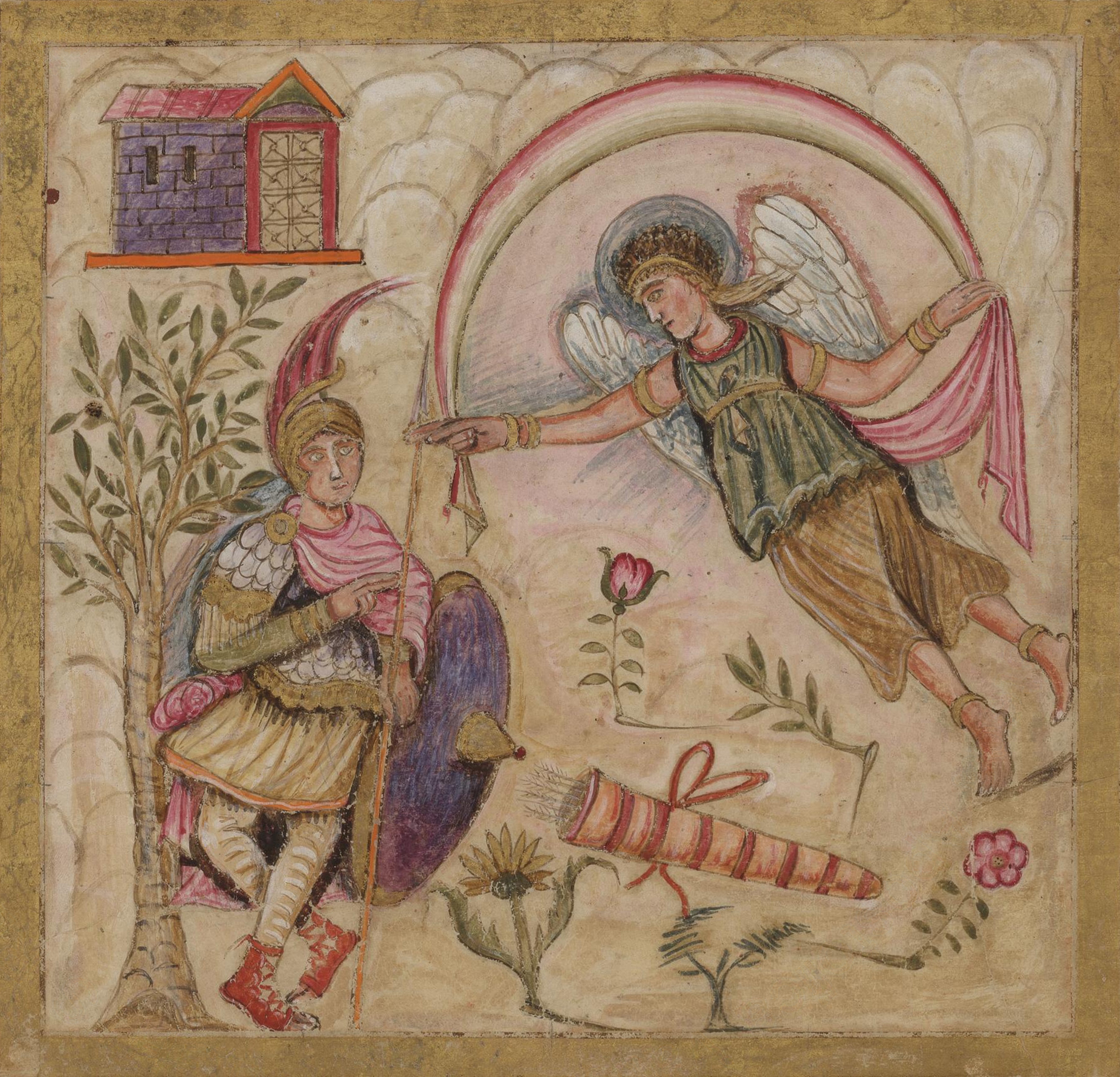
Folio 74 verso
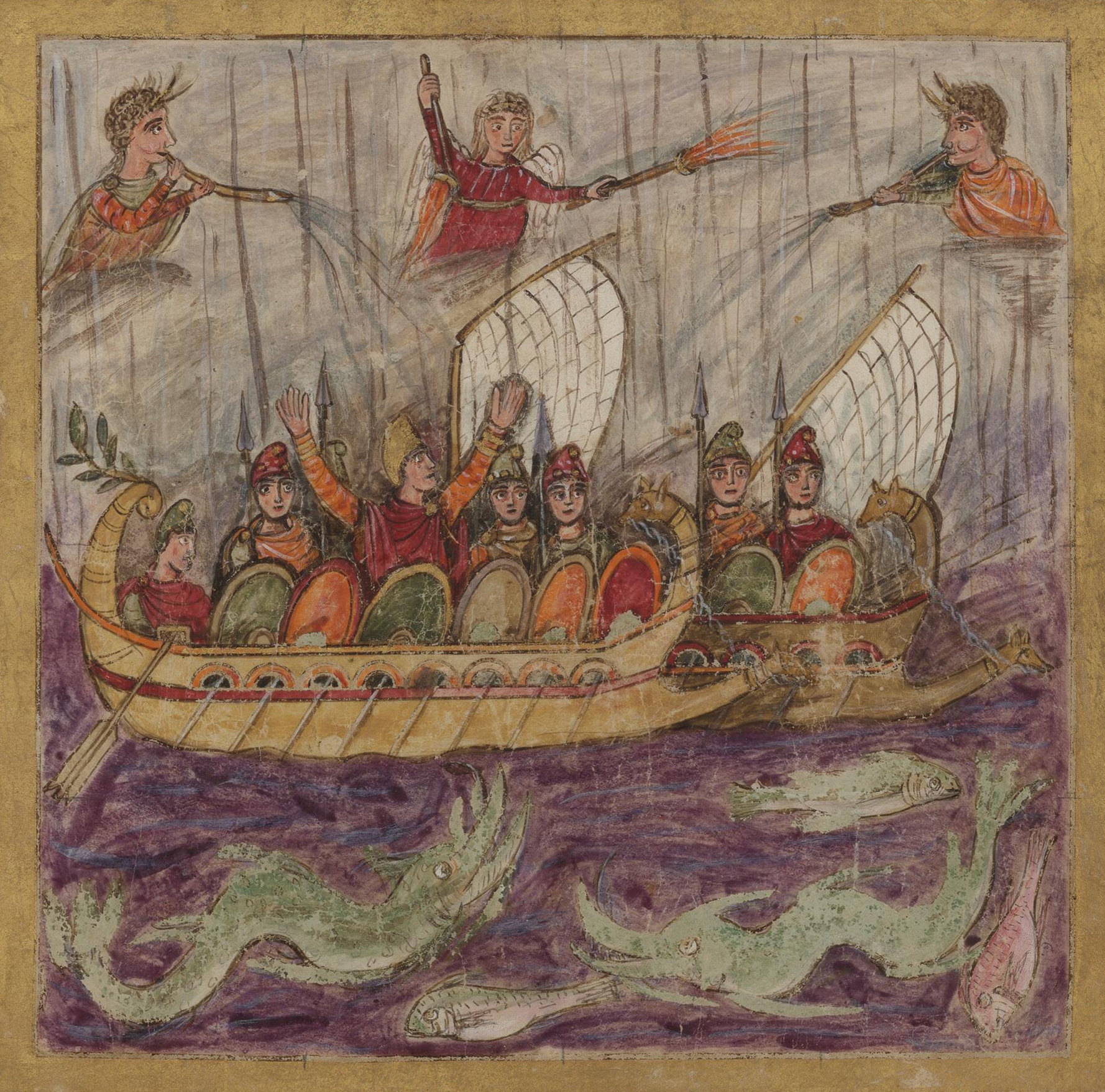
Folio 77 recto
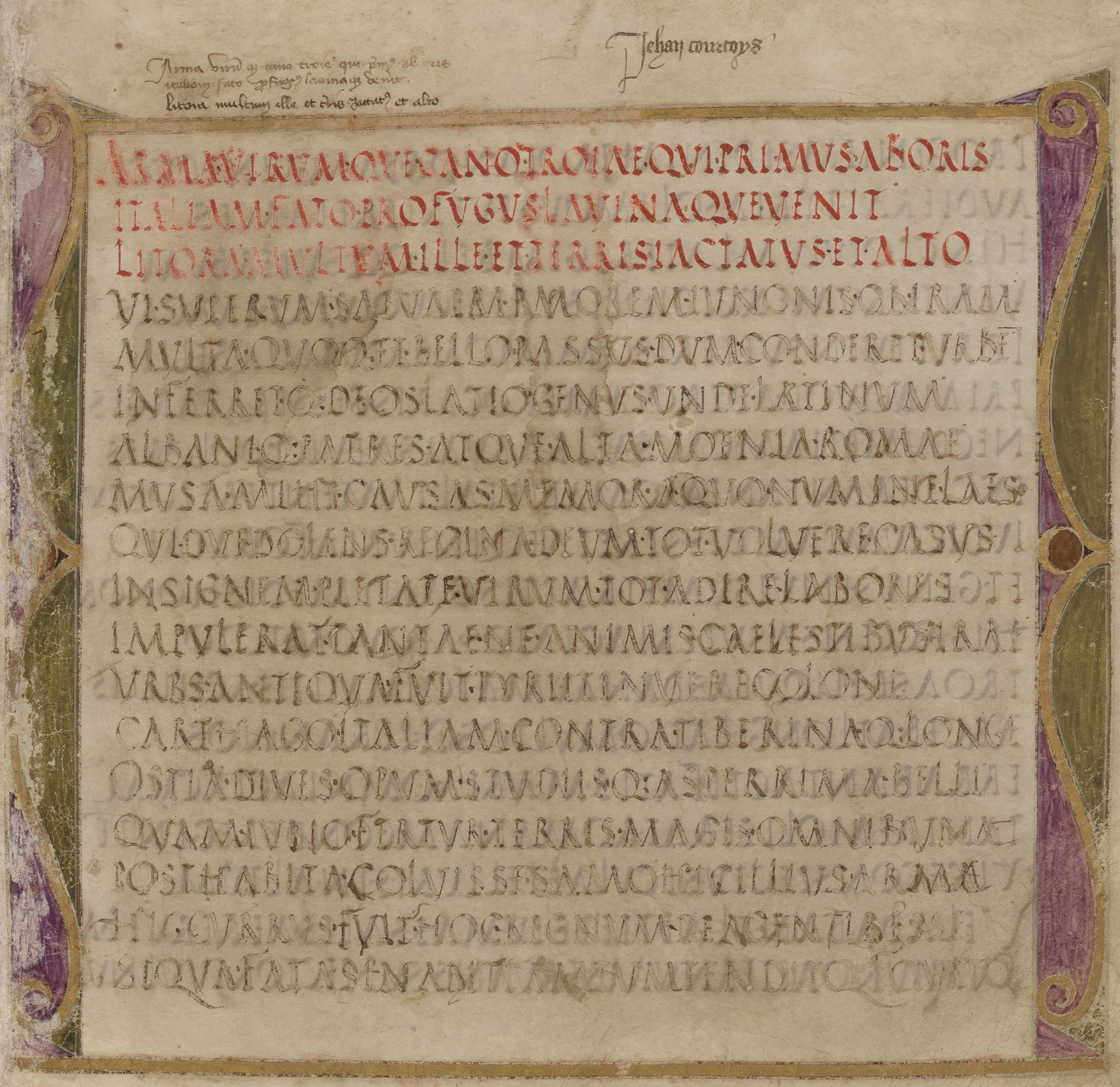
Folio 78 recto
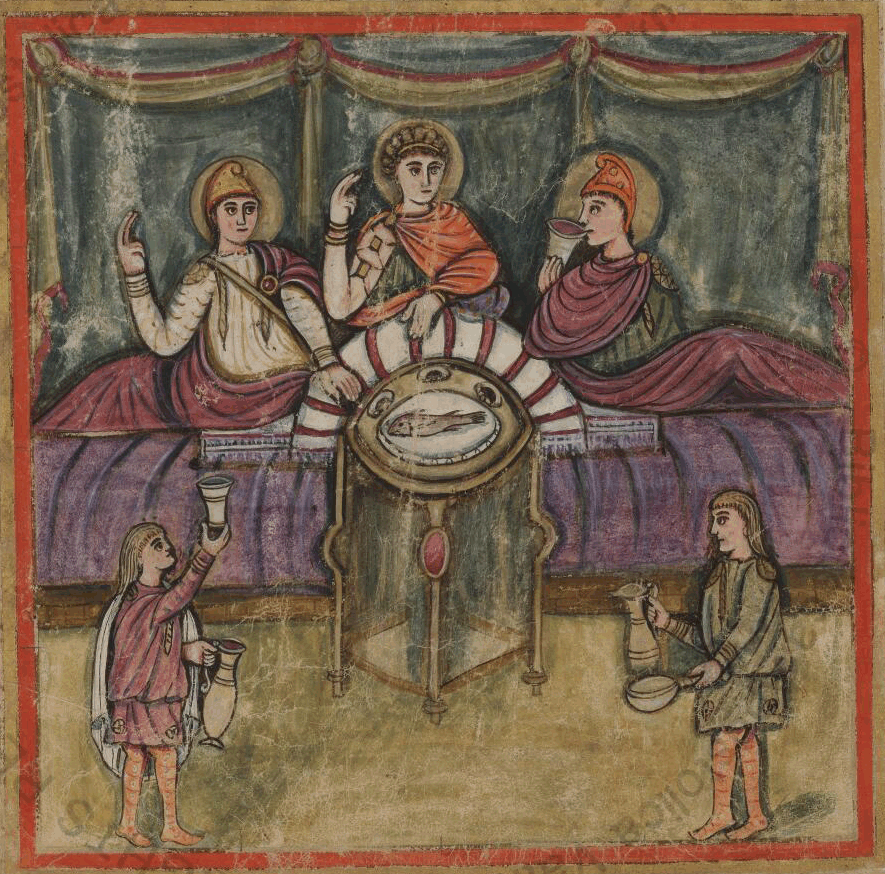
Folio 100 verso. Didone ed Enea a banchetto
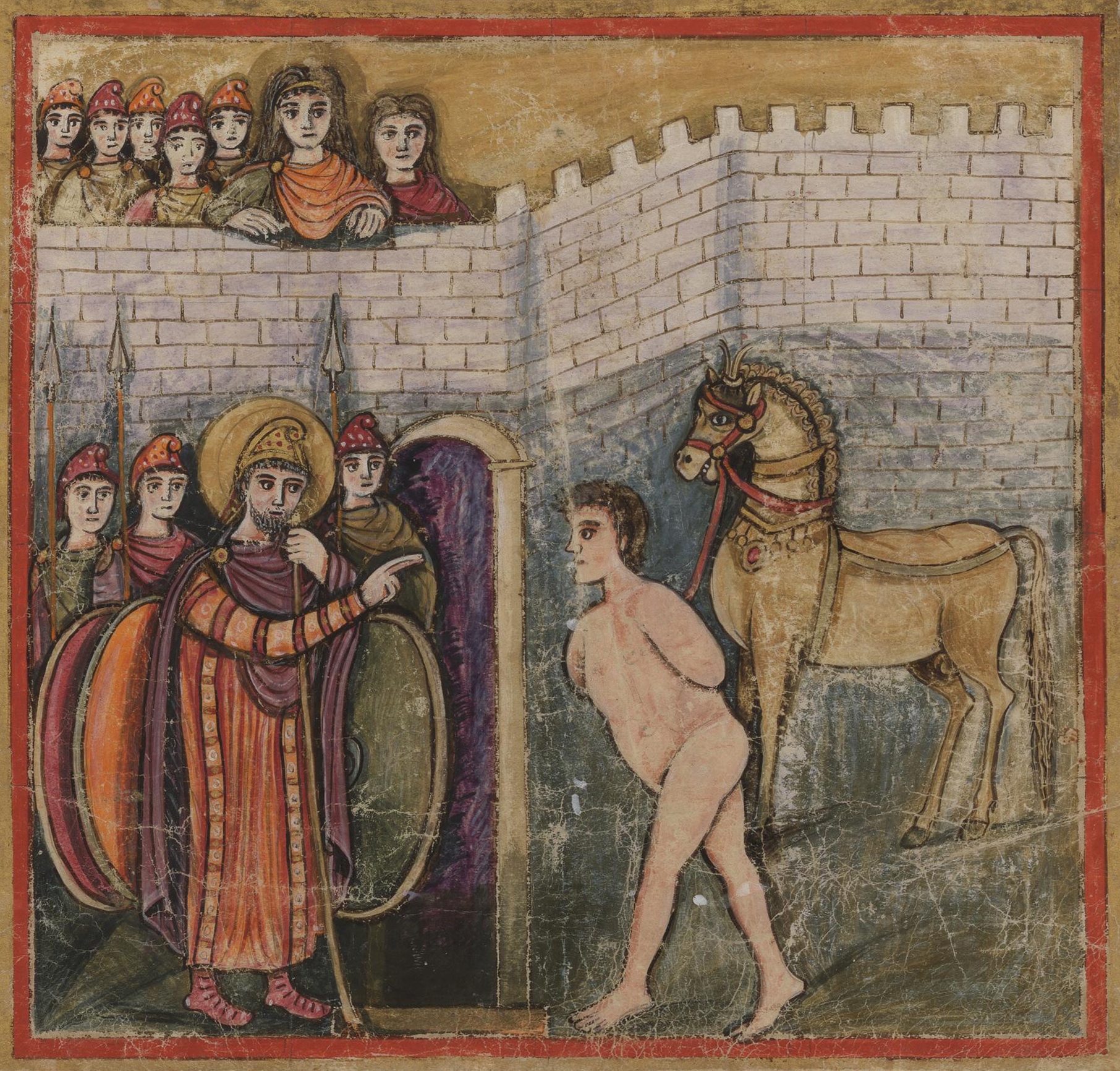
Folio 101 recto
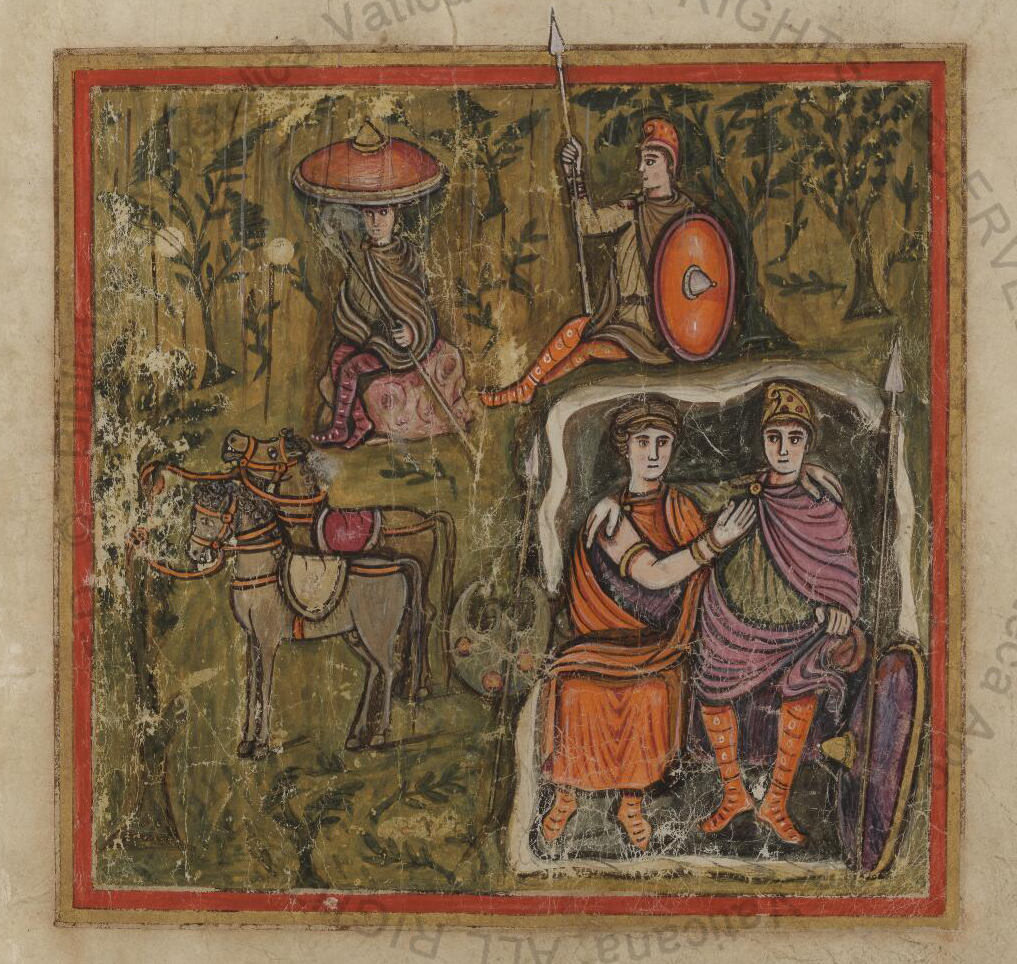
Folio 108 verso
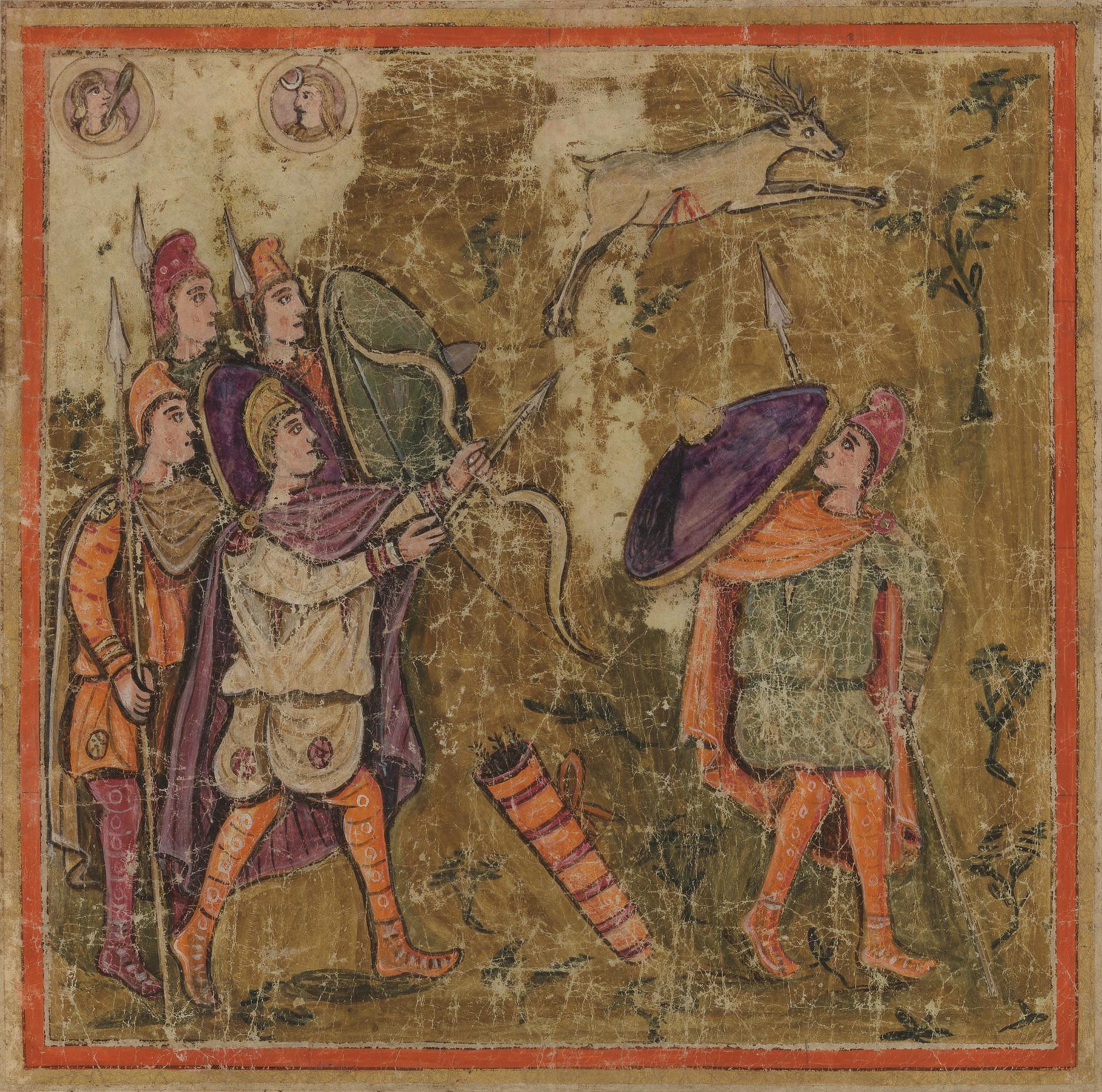
Folio 163 recto
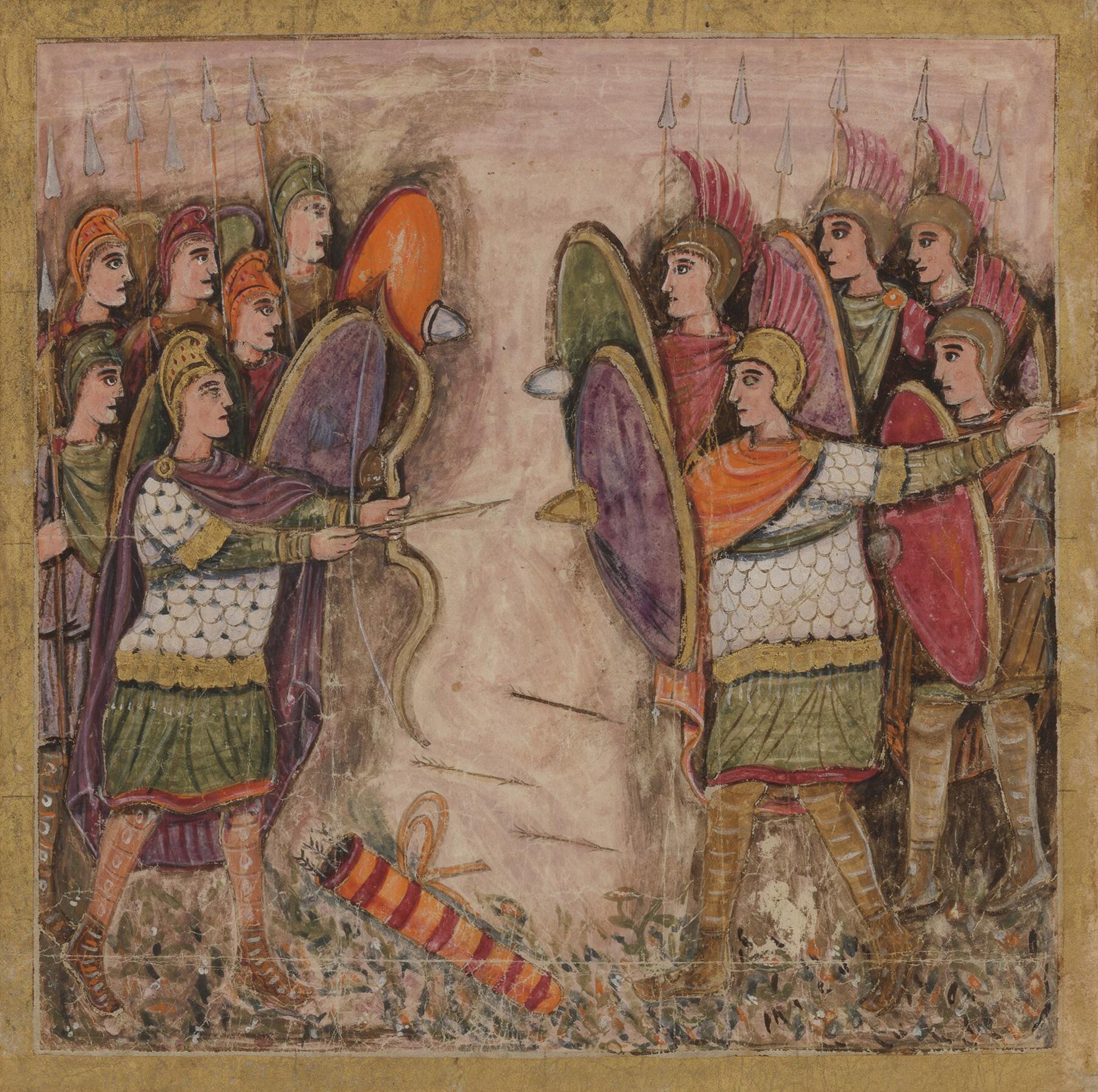
Folio 188 verso
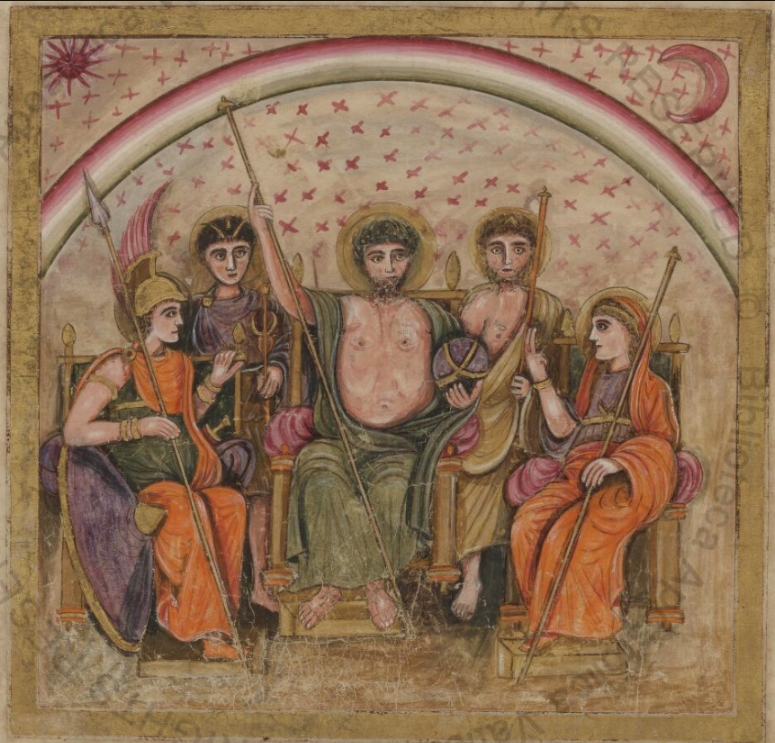
Folio 234 verso
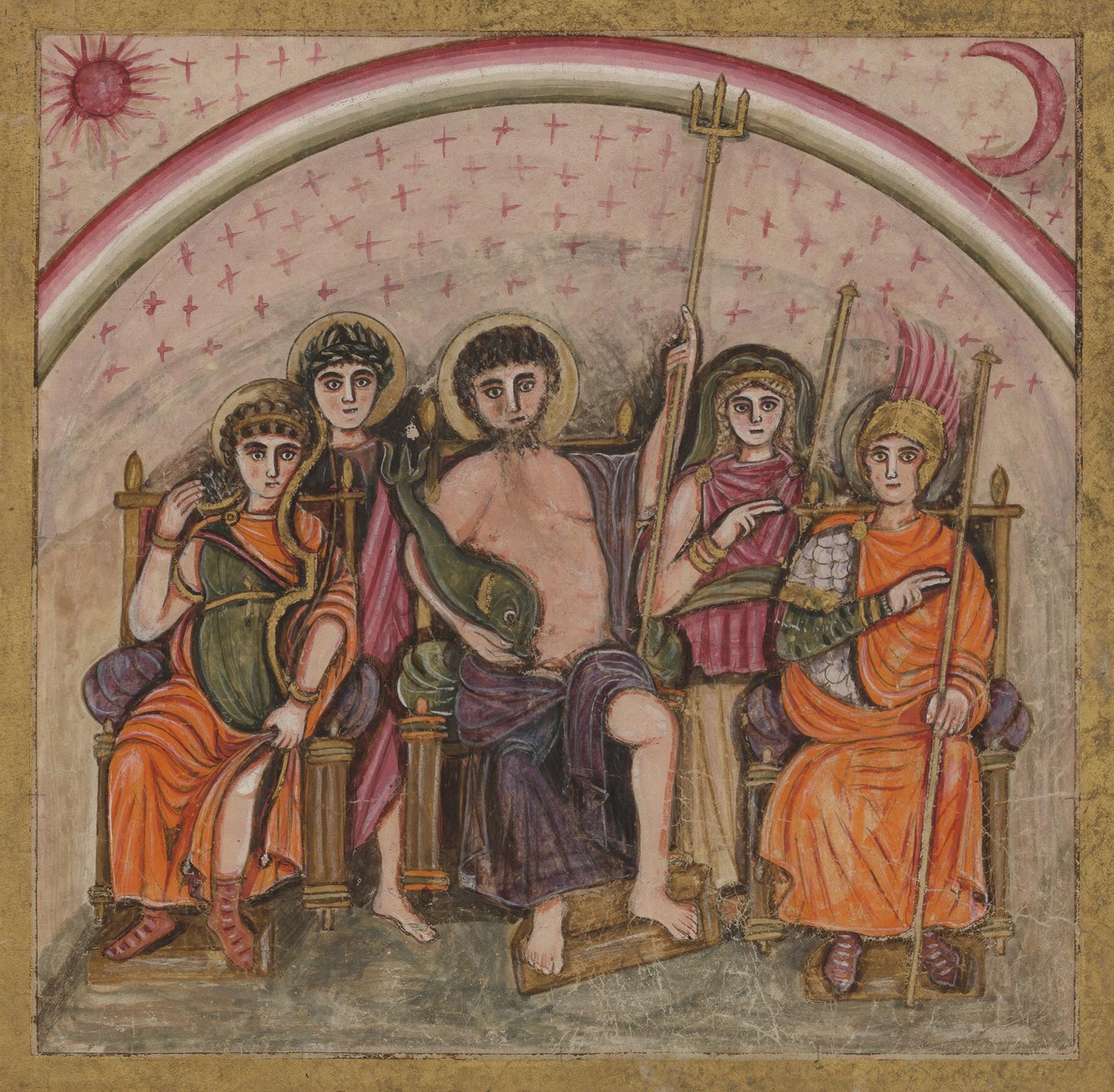
Folio 235 verso